# Sant Iscle de Vallalta
Sant Iscle de Vallalta – gmina w Hiszpanii, w prowincji Barcelona, w Katalonii, o powierzchni 17,7 km². W 2011 roku gmina liczyła 1322 mieszkańców.